# ジョルジュ・ド・サンド
ジョルジュ・ド・サンドは、アニメ『機動武闘伝Gガンダム』に登場するキャラクターで架空の人物。ネオフランス代表のガンダムファイター（声：山崎たくみ）。

## 人物
- 国籍:ネオフランス
- 出身地:地球[1]
- 年齢:20歳[1]
- 生年月日:F.C39年11月11日[1]
- 星座:蠍座[1]
- 身長:181cm[1]
- 体重:75kg[1]
- 血液型:AB型[1]
- 特技:フェンシング、乗馬[1]
- 趣味:お茶、バラの栽培[2]

初登場は第4話「いざ勝負! 真紅のバラの貴公子」。ネオフランス代表のガンダムファイター。同国の名門サンド家の若き当主である騎士。後にシャッフル同盟・ジャック・イン・ダイヤの称号を受け継ぐ。
特徴的な形状の長髪と洗練された容姿を持つ貴公子で騎士道精神に溢れ、淑女を尊ぶ貴族的な物腰を備える。
プライドの高さゆえか人を見下したような言動をとることもあるが、本人に悪気はない。故郷ネオフランスを心から愛しており、命に背けば国家反逆罪の罪に問われざるを得ないと忠告された時には地面に跪くほどのショックを受けていた。
ファイティングスーツはフェンシング服をアレンジした物を着用。
普段は少々キザな顔を見せているが、戦いとなると普段とは違って騎士としての意地や美学に反した熱い心を見せる。また、ガンダムローズのコクピットに優勝の際にかける為のシャンパンを隠しているというお茶目な面もある。気さくで楽観的なキャラクターであるチボデー・クロケットとは少々気が合わない様子だが、内心では認め合っている。

## 劇中での活躍
ネオフランス王女のマリアルイゼの御前試合を行う直前にドモンのシャイニングガンダムが乱入、対戦相手のアラクノガンダムを倒されてしまう。ドモンは挑戦状を叩きつけるも、ジョルジュは彼の無礼なやり方から対戦を拒絶。その夜、ジョルジュに振り向いてもらいたいマリアルイゼがドモンと接触し、ジョルジュは試合を受けざるを得なくなった。

序盤こそローゼスビットを用いて優位に立っていたものの、必殺のローゼス・スクリーマーを破られて止めを刺されそうになるが、その余波による爆風で拉げていたエッフェル塔が本格的に崩れはじめる。そしてその倒壊線上で身動きのとれなくなっていたマリアルイゼとレインを救うため、ジョルジュは試合を投げ出してまでガンダムローズでそれを支え受け止めた。

自身に決して背を見せず、動けない状態であろうと止めを刺しに来たシャイニングを相手にしても屈しない彼の騎士道精神を目の当たりにしたドモンは手を引き、結果試合は引き分けとなる。
その後ネオイングランド代表のジェントル・チャップマン操るジョンブルガンダムとのファイトでは、霧に紛れた無人機を絡めた戦法により重症を負う。ドモンにそのことを伝え、ファイト時には怪我を押してジョンブルガンダムに似せたモビルスーツ・カッシングを数体撃破した。
新宿では東方不敗マスター・アジアの罠によりDG細胞に感染し、チポデー、サイシー、アルゴ共々ドモンを襲わされるが、ジャック・イン・ダイヤに助けられ、シャッフルの紋章を受け継ぎ新シャッフル同盟の一員になる。
DG細胞の一件で一年前に起きた「マルセイユの悲劇」によるトラウマが蘇り、何かに取り憑かれたかのようなファイトを行うようになっていた。その状況を重く見て主に黙って行動を取ったレイモンドを解雇してしまうが、そこにマルセイユの悲劇の元凶であるミラボーの駆るミラージュガンダムが襲来。DG細胞に感染した彼に襲われるが、そこにレイモンドのバトラーベンスンマムが駆けつけ危機を救われる。ガンダムローズに乗ったジョルジュは怒りに任せてミラボーを圧倒。駆け付けたドモンの制止により落ち着きを取り戻したジョルジュは、ミラボーをDG細胞から救ったことでトラウマを克服した。その後レイモンドを再び執事として雇いなおす。
その後もギアナ高地で修行を続け、決勝大会3日前には他のシャッフル同盟と共にデビルガンダム軍団に包囲される。包囲網はチボデーと手を組んで持ち応え、シュバルツ・ブルーダーの手引きにより脱出する。
第13回ガンダムファイト決勝決勝リーグでは、ジェスターガンダムのジェスチャー攻撃に敗れることもあったが着実に勝ち星を挙げていく。

ジェントル・チャップマンとの再戦ではミケロの工作によってサポーター席前のみバリアを解除されてしまい、防戦一方を強いられる。ドモンたちの助けもあって反撃に出るが、突如ジョンブルガンダムがグランドガンダムに変身して串刺しにされるも、顔面への集中攻撃により辛くも勝利する。

ドモンとの再戦では国の意向により試合に出られず、不戦敗を喫した。しかし国や家のため、ライバルと戦いたくても戦えない憤りからガンダムローズごと脱走、ジョルジュ･ド･サンド個人としてドモンへ決闘を申し込む。全てを投げ打つ覚悟で挑む彼は普段の戦い方と打って変わり、凄まじい気迫でもってローゼス･ハリケーンや剣戟を繰り出し攻め立てる。しかし、ついにゴッドガンダムに敗れた。
ランタオ島での最終バトルロイヤルではチボデーのガンダムマックスターと交戦していたが、デビルガンダムの出現によりドモンと合流。ドモンを先に向かわせ、チボデーと共にグランドガンダムと再戦。グランドガンダムの圧倒的火力と防御力の前に状況を不利と見たジョルジュは一時後退し、マックスターのギガンティックマグナムで至近距離からコックピットを撃ち抜く作戦に出る。チャップマンの注意を引くために自らは囮となり、マックスターがピンチに陥った際にはグランドガンダムの巨体を持ち上げる程の執念を見せつけた。そしてガンダムローズのローゼスビットを弾の代わりに装填させるという機転を利かせ、チボデーの一撃によりグランドガンダムを撃破。
その後はネオジャパンコロニー内部の死闘に他のシャッフル同盟の4人と共に参加し、勝利に導いている。

### ガンダムファイト歴
- サバイバルイレブン
  - -シャイニングガンダム
  - ×ジョンブルガンダム
  - ○ガンダムマグナート
  - ○ミラージュガンダム※非公式試合
- 決勝大会
  - ○ネーデルガンダム
  - ×ジェスターガンダム
  - ○ジョンブルガンダム
  - ×ゴッドガンダム※非公式試合
  - ×ガンダムシュピーゲル
- バトルロイヤル
  - ガンダムマックスターと交戦、その後グランドガンダムと相討ちで失格

## 周辺の人物
執事のレイモンド・ビショップはジョルジュが幼い頃から仕えており、剣の手ほどきをしたのも彼である。
彼はバトラーベンスンマムというモビルスーツに搭乗し、ジョルジュの危機を救おうとすることもあった。
また、ネオフランス王女のマリアルイゼとは互いに惹かれ合っているようである。

## 主な搭乗機
- GF13-009NF ガンダムローズ

## テーマソング
- 薔薇の憂鬱

作詞 - 安藤芳彦、作曲・編曲 - 工藤隆、歌 - 山崎たくみ

## その他
- CDドラマ「世界高達骨牌拳」ではドモン達と映画に見に行くが、レインの隣に座ろうとしたことをチボデーに指摘されていた。場内では係員に対し、「うるさい親父」と礼儀正しい彼らしからぬ発言をしていた。
- 総監督の今川泰宏は絶対自分には身につかない上品さを映し出したキャラクターと述べている[3]。